# Duchaczek leśny
Duchaczek leśny (Abrawayaomys ruschii) – gatunek ssaka z podrodziny bawełniaków (Sigmodontinae) w obrębie rodziny chomikowatych (Cricetidae), występujący w Ameryce Południowej.

## Zasięg występowania
Duchaczek leśny żyje w południowo-wschodniej Brazylii, na południe wzdłuż wybrzeża od stanu Espírito Santo, oraz w południowej części zasięgu w głąb lądu, do prowincji Misiones w północno-wschodniej Argentynie. Nie ma pewności co do jego obecności w brazylijskim stanie São Paulo. 
Zasięg występowania w zależności od podgatunku:
- A. ruschii ruschii – znany z rozproszonych stanowisk w południowo-wschodniej i południowej Brazylii, od Minas Gerais i Espírito Santo po Santa Catarina.
- A. ruschii chebezi – znany z kilku stanowisk w skrajnie wschodnim Paragwaju, północno-wschodniej Argentynie i pobliskiej południowej Brazylii.

## Taksonomia
Rodzaj i gatunek po raz pierwszy zgodnie z zasadami nazewnictwa binominalnego opisali w 1979 roku brazylijski paleontolog Fausto Luiz de Souza Cunha oraz brazylijski zoolog José Francisco da Cruz nadając im odpowiednio nazwę Abrawayaomys i Abrawayaomys ruschii. Holotyp pochodził z Parque Estadual do Forno Grande (20,5°S, 41,6°W), w Castelo, w Espirito Santo, w Brazylii. Jedyny przedstawiciel rodzaju duchaczek (Abrawayaomys).
Badania przeprowadzone w 2017 roku wykazały, że A. chebezi powinien być traktowany jako synonim A. ruschii jednak autorzy Illustrated Checklist of the Mammals of the World traktują A. chebezi jako podgatunek A. ruschii zalecając bardziej dogłębną analizę morfometryczną i genetyczną.

### Etymologia
- Abrawayaomys: dr. J. Paul Abrawaya, amerykański biolog; gr. μυς mus, μυος muos „mysz”[2].
- ruschii: Augusto Ruschi (1915–1986), brazylijski przyrodnik[2].
- chebezi: Juan Carlos Chebez (1962–2011), argentyński przyrodnik[3].

## Morfologia
Jest to średniej wielkości przedstawiciel bawełniaków; długość ciała (bez ogona) 89–135 mm, długość ogona 85–142 mm, długość ucha 16–20 mm, długość tylnej stopy 28–32 mm; masa ciała 25–63 g. Ma zaokrągloną głowę, małe zaokrąglone uszy i ogon od nieco krótszego do dłuższego niż reszta ciała. Ubarwienie strony grzbietowej i brzusznej jest brązowe, ze słabo zaznaczoną różnicą odcienia; w sierści grzbietu znajdują się też szczeciniaste włosy.

## Ekologia
Jest spotykany w zaroślach bambusowych i lasach wtórnych, a także w nizinnym lesie równikowym. Prowadzi naziemny tryb życia.

## Populacja
Duchaczek leśny zamieszkuje duży obszar i w latach 2008–2015 odkryto nowe miejsca jego występowania. Żyje w kilku obszarach chronionych. Zagraża mu wylesianie i niszczenie sprzyjającego środowiska, w szczególności lasu atlantyckiego. Trend zmian jego liczebności nie jest znany. Duchaczek leśny jest uznawany za gatunek najmniejszej troski.